# Pływak (lotnictwo)

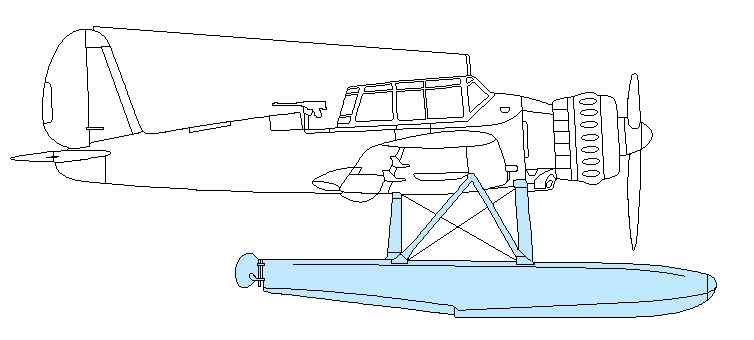
Podwozie pływakowe samolotu Arado Ar 196; widoczny redan i ster

Pływak – podstawowy element podwozia wodnosamolotów pływakowych, który pozwala maszynie na utrzymanie się, startowanie i lądowanie na powierzchni wody. 
Pływaki lotnicze muszą mieć konstrukcję, która równocześnie zapewnia odpowiednią pływalność, ma odpowiednią wytrzymałość i sztywność hydrodynamiczną, a równocześnie nie generują nadmiernego oporu aerodynamicznego podczas lotu. Pływaki są na ogół zaopatrzone w ster, pozwalający kierować maszyną podczas pływania po wodzie. Często stosuje się też skeg oraz redan.
Konstrukcyjnie, pływaki dzielą się na płaskodenne (skrzynkowe i z dnem dwuskośnym) oraz pływaki profilowane.

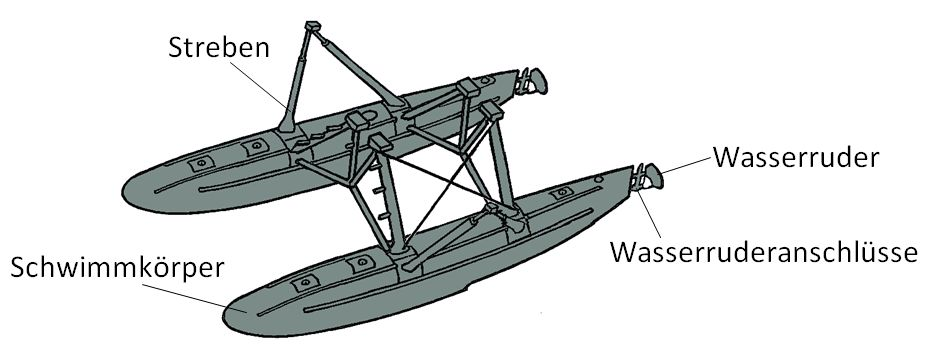
Podwozie z pływakami profilowanymi: schwimmkörper – pływak; wasserrudel – ster; streben – goleń podwozia
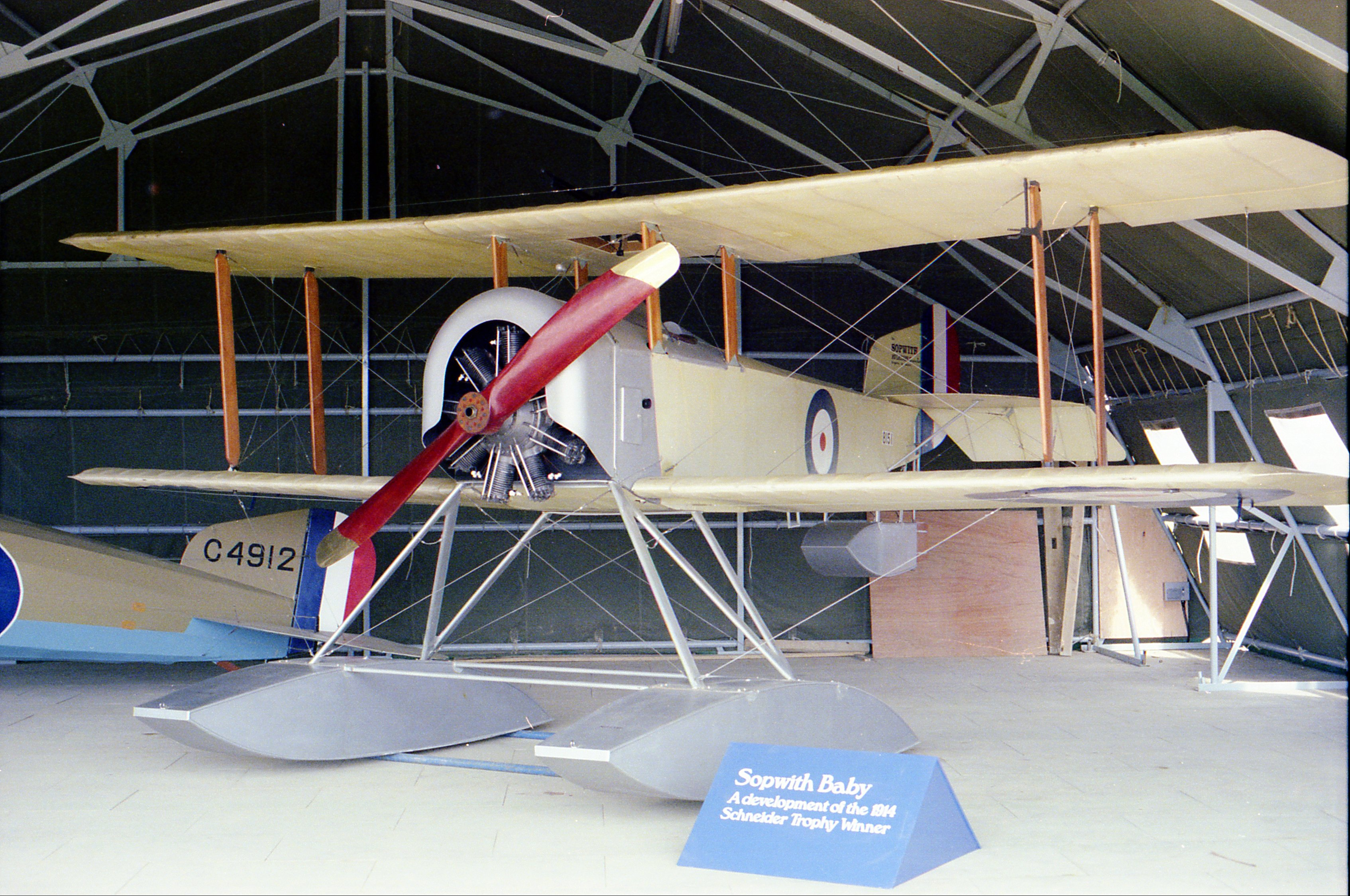
Skrzynkowe, płaskodenne pływaki na samolocie Sopwith Baby
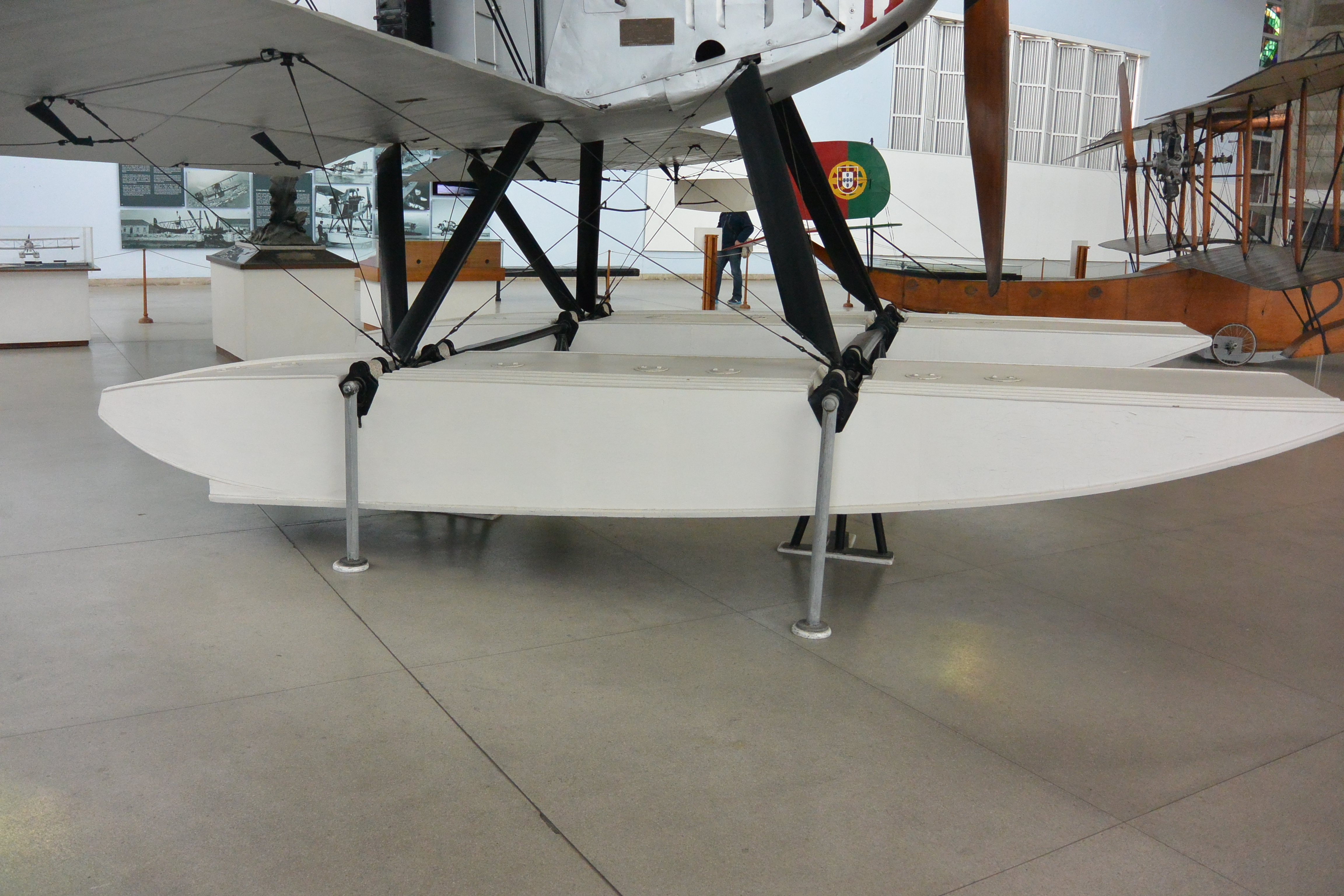
Zbliżenie pływaków samolotu Fairey III
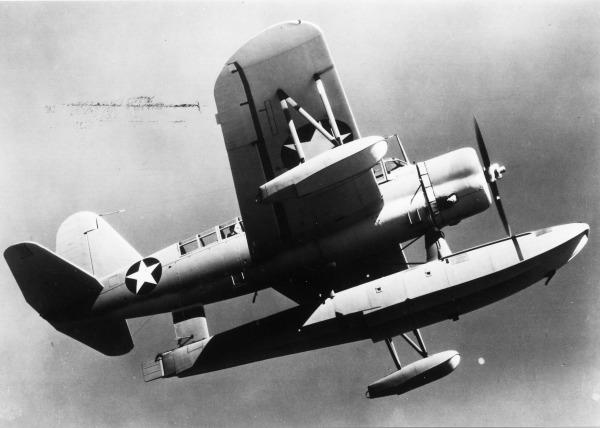
Podwozie pływakowe Kingfishera - układ z pływakiem centralnym  i dodatkowymi, podskrzydłowymi